# Вайетт Ерп: Повернення в Тумстоун
Вайетт Ерп: Повернення в Тумстоун (англ. Wyatt Earp: Return to Tombstone) — американський телевізійний вестерн.

## Сюжет
Після знаменитої перестрілки в О-Кей Корралі пройшло вже чверть століття, і тепер, маршал Вайетт Ерп повертається в Тумстоун. Він вирішує виконати обіцянку, дану ним багато років тому, і розповідає всю правду про давно минулі події.

## У ролях
- Хью О'Брайан — Вайетт Ерп
- Брюс Бокслейтнер — шериф Сем
- Пол Брінегар — Джим «Пес» Келлі
- Гаррі Кері мол. — Дигер Фелпс
- Бо Хопкінс — Гримуча змія Рейнольдс
- Алекс Хайд-Вайт — Вудворт Клам
- Мартін Коув — Ед Росс
- Дон Мередіт — Клей бармен
- Джей Андервуд — Джек Монтгомері
- Дуглас Фоулі — Док Холлідей / Док Фабрік
- Джон Андерсон — Вірджіл Ерп
- Рей Бойл — Морган Ерп
- Рейфорд Барнс — Айк Клентон
- Стів Броді — шериф Джон Бехан
- Ллойд Корріген — Нед Бантлайн
- Ненсі Хейл — міс Саллі
- Тревор Бардетт — старий Клентон
- Норман Елден — Джонні Рінго
- Вільям Фіппс — Керлі Білл Броціус
- Ральф Фріто — Біллі Клентон
- Стейсі Харріс — мер Клем
- Грегг Палмер — Том МакЛоверлі
- Боб Стіл — заступник шерифа Сем
- Джордж Воллес — Френк МакЛоверлі
- Торі Бріджес — дівчина 1
- Вільям Таннен — Джип Клементс / заступник Хел Нортон